# پورا پورانی (پرو)
پورا پورانی (به اسپانیایی: Pura Purani) یک کوه در پرو است که در منطقه موکگوا واقع شده‌است. پورا پورانی ۵٬۰۰۰ متر بالاتر از سطح دریا واقع شده‌است.